# ريموسكي
ريموسكي، كيبك (بالإنجليزية: Rimouski)‏ هي مدينة كندية تقع في مقاطعة كيبك. تبلغ مساحة هذه المدينة 257.7912 (كم²)، ويبلغ عدد سكانها 42240 نسمة حسب إحصاء سنة 2006 م، بينما كان يسكنها 41549 نسمة في سنة 2001 م. تحتل هذه المدينة المرتبة رقم 107 بين مدن كندا حسب عدد السكان والمرتبة رقم 22 في المقاطعة. النمو سكاني في هذه المدينة يقدر بـ(1.7).

## توأمة
لريموسكي اتفاقيات توأمة مع:
- نانتونغ

## أعلام
- قاي كارون
- بيير هارفي
- آلان رايموند
- جوزيف بونيت
- جبريل بورك
- جان فيليب روي

## وصلات خارجية
- الأطلس الحكومي لكندا
- إحصاءات كندا مع ساعة تعداد السكان